# ラヴフォックス
ラヴフォックス（Lovefoxxx、1984年2月25日 - ）は、ブラジルのインディー・エレクトロ・バンド、CSSのリード・シンガー。本名はルイザ・ハナエ・マツシタ (Luísa Hanaê Matsushita)。

## 経歴
日系ブラジル人の家系に生まれる。母親はドイツとポルトガルのハーフであり、父方の祖父母は日本人である。16歳からイラストレーターとファッション・デザイン・アシスタントをしていた。その後、音楽の活動に専念するためにそれらの職業は辞めている。
2006年、NMEのクール・リストで10位に、2007年には3位に選ばれた。
2007年秋、プライマル・スクリームの9thアルバム『ビューティフル・フューチャー』に参加した。
2008年5月、RGヴォーグの表紙を飾った。

## 人物
2007年9月21日、クラクソンズのギタリストであるサイモン・テイラー・デイビスと婚約したことが発表された。2007年4月、クラクソンズが北部アメリカ・ツアーを行っている際に、サイモンはタトゥー "Lovefoxxx" を右の腰に入れた。その後、2007年6月CSSが北部アメリカ・ツアーを行った際に、ラヴフォックスはサイモンの名前のタトゥーを左の腰に入れた。
シソが好きで、その香りを絶賛している。聖闘士星矢のファンである。

## 参加作品
- VA - 「NO MUSIC, NO LIFE. SONGS」
  - 80kidz feat. Lovefoxxx - Spoiled Boy